# Wim van Es
Willem Albertus van Es (Groningen, 1 april 1934) is een Nederlands archeoloog, opgraver van Dorestad en voormalig directeur van de Rijksdienst voor het Oudheidkundig Bodemonderzoek.

## Biografie
Wim van Es studeerde klassieke archeologie, oude geschiedenis en prehistorie aan de Rijksuniversiteit te Groningen, waar hij in 1959 cum laude afstudeerde. Hij werkte op dat moment, na een betrekking als student-assistent en onderzoeksmedewerker aan het Biologisch-Archeologisch Instituut, al aan een academische instelling.
Van 1960 tot 1965 werkte hij bij het het Drents Museum te Assen en het Groninger Museum. Hierdoor was hij betrokken bij de opgravingen te Wijster, waar een Germaanse boerderij werd gevonden die het idee van een "primitieve" samenleving onderuithaalde. In 1967 promoveerde hij op dit onderwerp.
Vanaf 1965 tot 1988 was hij, als directeur van de Rijksdienst voor het Oudheidkundig Bodemonderzoek (de huidige Rijksdienst voor het Cultureel Erfgoed), een van de architecten van het archeologisch monumentenbeleid, dat culmineerde in de erkenning van het bodemarchief in de Monumentenwet. In deze jaren was hij betrokken bij de opgraving van Dorestad en publiceerde hij zijn boek De Romeinen in Nederland, dat tot ongeveer 2000 de bekendste synthese was over het onderwerp.
Hij was tevens werkzaam als hoogleraar aan de Amsterdamse Vrije Universiteit, waar hij ijverde voor het doorbreken van de grens tussen klassieke en prehistorische archeologie. In 1993 ontving hij een eredoctoraat aan de KU Leuven.
De W.A. van Es-prijs voor jonge archeologen is naar hem vernoemd.

## W.A. van Es-prijs
Sinds 1988 wordt door de Rijksdienst voor het Cultureel Erfgoed de W.A. van Es-prijs uitgereikt. Alternerend komen universitaire scripties en proefschriften voor de prijs in aanmerking. Vóór 2013 konden ook niet-universitaire publicaties in aanmerking komen.
- 2024 Roosje de Leeuwe, Before Temples. A study on the utilisation of Iron Age rectangular structures and related depositional practices in the Low Countries. (proefschrift Universiteit Leiden)
- 2023 Chris Muysson, Fish bones, small remains enormous potential. A synthesis of fish consumption in the Northern Low Countries ( 450 - 1800 CE). (Master scriptie Universiteit Leiden)
- 2022 Karen de Vries, Settling with the Norm? Norm and variation in social groups and their material manifestations in (Roman) Iron Age (800 BC–AD 300) settlement sites of the northern Netherlands. (proefschrift Rijksuniversiteit Groningen)
- 2021 Marieke van Winkelhoff, Light in the Dark Ages. A conceptual approach to the role of glass vessels in the Merovingian burial rite. (Master scriptie Universiteit Leiden)
- 2020 Youri van den Hurk, On the hunt for medieval whales – zooarchaeological, historical and social perspectives on catacean exploitation in medieval northern and western Europe. (proefschrift Rijksuniversiteit Groningen)
- 2019 Pir Hoebe, Traditions set in stone? Adaptations in lithic technology on the Northern European Plain during the Late Glacial, (Master scriptie Rijksuniversiteit Groningen) en Femke Lippok,  The pyre and the grave – Contextualising early medieval cremation burials in the Netherlands, the German Rhineland and Belgium. (Master scriptie Universiteit Leiden)
- 2018 Lisette Kootker, Mapping migrations. The application of strontium isotopes in Dutch cultural heritage research. (proefschrift Vrije Universiteit Amsterdam).
- 2017 Valerio Gentile, Martiality in Practice. (Master scriptie Universiteit Leiden)
- 2016 Annet Nieuwhof, Eight human skulls in a dung heap and more. Ritual practice in the terp region of the northern Netherlands 600 BC – AD 300. (proefschrift Rijksuniversiteit Groningen)
- 2015 Karen de Vries, Together Apart. Iron Age deposition practices on the Fries-Drents Plateau (Master scriptie Rijksuniversiteit Groningen).
- 2014 Quentin Bourgeois, Monuments on the horizon : the formation of the barrow landscape throughout the 3rd and 2nd millennium BC. (proefschrift Universiteit Leiden)
- 2013 Luit van der Tuuk, De eerste Gouden Eeuw. Handel en scheepvaart in de vroege middeleeuwen. (categorie overige publicaties)
- 2012 Dieuwertje Duijn, Het verhaal van een West-Friese wereldstad. Een onderzoek naar de opkomst, bloei en neergang van Enkhuizen tot 1800 aan de hand van archeologische en historische bronnen. (Master scriptie Universiteit van Amsterdam)
- 2011 Stijn Heeren, Romanisering van rurale gemeenschappen in de civitas Batavorum. De casus Tiel-Passewaaij. (proefschrift Vrije Universiteit Amsterdam)
- 2010 Martine van Haperen, Rest in pieces. An interpretive model of early medieval ‘grave robbery’. (Master scriptie Universiteit van Amsterdam)
- 2009 -
- 2008 Stijn Arnoldussen, A living landscape. Bronze Age settlements in the Dutch river area (c. 2000-800 BC) (proefschrift Universiteit Leiden). Exequo Maikel Kuijpers, Bronze Age metalworking in the Netherlands (c. 2000-800 BC). (Master scriptie Universiteit Leiden) en Rick Bonnie, Cadasters, misconceptions & Northern Gaul. A case study from the Belgian Hesbaye region. (Master scriptie Universiteit Leiden)
- 2007 -
- 2006 Karsten Wentink, Ceci n’est pas une hache. Neolithic depositions in the Northern Nederlands (Master scriptie Universiteit Leiden)
- 2005 Fleur Kemmers, Coins for a legion. An analysis of the coin finds of the Augustan legionary fortress and Flavian canabae legionis at Nijmegen. (proefschrift Radboud Universiteit Nijmegen)
- 2004 Lucas Meurkens, A matter of elites, specialists and ritual? Social and symbolic dimensions of metalworking in the north-west European Bronze Age. (Master scriptie)
- 2003 David Fontijn, Sacrificial landscapes. Cultural biographies of persons, objects and‘natural’ places in the Bronze Age of the Southern Netherlands. (proefschrift Universiteit Leiden)
- 2002 Ranjith Jayasena, “Om oog in ‘t zeyl te houden”. Historische archeologie van het VOC-grensfort Katuwana in Sri Lanka. (Master scriptie Universiteit van Amsterdam)
- 2001 Joris Aarts, Coins or money? Exploring the monetization and functions of Roman coinage in Belgic Gaul and Lower Germany 50 BC – AD 450. (proefschrift)
- 2000 Stijn Arnoldussen, Covered with Clay. Man and Landscape during the Late Neolithic up to the Middle Bronze Age in the Dutch central river area. (Master scriptie Universiteit Leiden)
- 1999 -
- 1998 Johan Nicolay, Goudvondsten uit het Noord-Nederlandse terpengebied (450/500-650 n.Chr.). Politieke, religieuze en sociale aspecten van import, circulatie en depositie van goud. (proefschrift Rijksuniversiteit Groningen). Marco Langbroek, The relation between patterns in early hominid dispersals, environmental constraints and the movius line. (scriptie Universiteit Leiden)
- 1997 Esther Jansma, RemembeRINGs. The development and application of local and regional tree-ring chronologies of oak for the purposes of archaeological and historical research in the Netherlands. (proefschrift Universiteit van Amsterdam)
- 1996 David Fontijn, Nijmegen-Kops Plateau. De lange-termijngeschiedenis van een prehistorisch dodenlandschap. (scriptie Universiteit Leiden)
- 1995 Rien Polak, De gestempelde Zuidgallische terra sigillata uit Vechten. (proefschrift). Bert Groenewoudt, Prospectie, waardering en selectie van archeologische vindplaatsen. Een beleidsgerichte verkenning van middelen en mogelijkheden. (proefschrift Universiteit van Amsterdam)
- 1994 Birre Walvis, Casus capitis. Een antiek portret in Germania Inferior? (scriptie Universiteit van Amsterdam). Dick Stapert, Rings and sectors. Intrasite spatial analysis of Stone Age sites (proefschrift Rijksuniversiteit Groningen)
- 1993 -
- 1992 Alexandra Mars, Genneps aardewerk. Een 18de-eeuwse pottenbakkerij archeologisch onderzocht (monografie). Boudewijn Goudswaard, Amforen van Velsen 1. Inhoud aan de verpakking: een materiaalstudie naar bevoorrading. (scriptie Universiteit van Amsterdam)
- 1991 Annelou van Gijn, The wear and tear of flint. Principles of functional analysis applied to Dutch Neolithic assemblages. (proefschrift Universiteit Leiden)
- 1990 Wil Roebroeks, From find-scatters to early hominid behaviour. A study of Middle Palaeolithic riverside settlements at Maastricht-Belvedere (The Netherlands). (proefschrift Universiteit Leiden)
- 1989 Monica Alkemade, De helm in de vroeg-middeleeuwse elitecultuur. (scriptie Universiteit van Amsterdam)

## Onderscheidingen
- 1978 Lidmaatschap Koninklijke Nederlandse Akademie van Wetenschappen
- 1993 Eredoctoraat Katholieke Universiteit Leuven

## Publicaties (selectie)
- Wijster, a Native Village Beyond the Imperial Frontier (1967, proefschrift)
- Paddepoel. Excavations of Frustrated Terps, 200 BC - 250 AD, Palaeohistoria 14, 187-352. (1967)
- De Romeinen in Nederland (1972; vele malen herdrukt)
- Excavations at Dorestad 1: The harbour: Hoogstraat I (1980, samen met W.J.H. Verwers, Nederlandse Oudheden 9).
- Archeologie in Nederland (1988)
- Romeinen, Friezen en Franken in het hart van Nederland. Van Traiectum naar Dorestat (50 v.Chr. - 950 n.Chr.) (1994; synthese van het onderzoek langs de Kromme Rijn)
- Excavations at Dorestad 3: Hoogstraat 0, II-IV (2009, samen met W.J.H. Verwers, Nederlandse Oudheden 16).
- Van Wijster naar Ede over de Rijn (2012, Reuvenslezing 24).

- Bibsys: 90318975
- Bibliothèque nationale de France: cb120597477 (data)
- Digitale Bibliotheek voor de Nederlandse Letteren: es__011
- Gemeinsame Normdatei: 12267524X
- International Standard Name Identifier: 0000 0001 1936 5614
- Library of Congress Control Number: n82008256
- Nationale Bibliotheek van Israël: 987007273888105171
- Nederlandse Thesaurus van Auteursnamen: 06975747X
- ResearcherID: E-2579-2013
- Système universitaire de documentation: 028846737
- Virtual International Authority File: 79054061
- WorldCat: E39PBJfRyfGtDK9Q7PVtTP4g8C